# Identidade Soberana
O Identidade Soberana (IS) é um partido político uruguaio fundado em 2022 liderado pelo advogado criminal Gustavo Salle. O IS foi descrito como um partido pega-tudo e uma terceira posição no espectro político.
O partido entrou no parlamento uruguaio pela primeira vez depois de ganhar dois assentos na Câmara dos Representantes nas eleições gerais de 2024. De acordo com Salle e membros dirigentes, a Identidade Soberana não é nem de esquerda nem de direita, e não está alinhada com nenhum dos dois principais blocos políticos do país, a Frente Ampla e a Coalizão Republicana. O próprio Salle definiu a Assembleia Geral como "o covil dos vendedores da pátria" e foi descrito como um ativista antissistema. O partido apelou para algumas teorias da conspiração como a da Nova Ordem Mundial, e a da chamada "cleptocorporatocracia" ou governo das corporações e aquelas relacionadas com a pandemia de COVID-19, bem como promoveu o teorias sobre a conspiração judaico-maçônico-comunista internacional. Também adotou uma posição contra as vacinas e a Agenda 2030.

## História

### Antecedentes
Para eleições internas do Uruguai em 2019 e mesmo sem ter formado seu próprio partido, o advogado criminal Gustavo Salle formou uma aliança com o Partido Verde Animalista (PVA) como pré-candidato para presidente da república, obtendo 3.075 votos e sendo habilitado a participar do eleições gerais, sendo acompanhado por Ana Cordano, membra fundadora do referido partido.
Depois de atingir a soma de 19.392 votos em eleições gerais, o PVA não conseguiu acessar o número mínimo de votos para obter representação parlamentar e mais tarde a aliança eleitoral entre Salle e o PVA foi dissolvida.

### Fundação
Em 9 de novembro de 2022, ele solicitou ao Tribunal Eleitoral a aprovação da Identidade Soberana como um novo partido político, com o objetivo de competir no eleições internas do Uruguai em 2024.
Para estas eleições, apresentou Gustavo Salle como pré-candidato para presidente da república, obtendo a soma de 4.739 votos e sendo habilitado a participar do Eleições gerais de outubro, sendo acompanhado em sua chapa por María Canoniero, presidente da Identidade Soberana.